# داگ گیتسن
داگ گیتسن (به انگلیسی: Doug Gjertsen) (زادهٔ ۳۱ ژوئیهٔ ۱۹۶۷) شناگر اهل ایالات متحده آمریکا است.